# Fjädervikt
Fjädervikt är en viktklass inom flera idrotter, bland annat boxning och MMA. MMA-utövare i fjädervikt får väga som mest 66 kilo. För amatörboxare är maxvikten 57 kilo, för proffsboxare är gränsen 57,2 kilo. 